# Port lotniczy Simunye
Port lotniczy Simunye (ang. Simunye Airport, ICAO: FDSM) – port lotniczy położony blisko Simunye (Eswatini).